# Tour do Irão-Azerbaijão
O Tour do Irão-Azerbaijão ou Tour do Irão (Azerbaijão) (anteriormente: Azerbaijan Tour)  é uma corrida ciclista por etapas iraniana que se disputa no Azerbaijão iraniano ou Azerbaijão Meridional.
Começou-se a disputar em 1986 como amador até que em 1999 começou a ser profissional na categoria 2.5, de novo entre 2000 e 2001 voltou à ser amador até que em 2003 recuperou o profissionalismo em sua mesma categoria anterior para no 2004 voltar a ser de novo amador. Com a criação dos Circuitos Continentais UCI em 2005 entrou a fazer parte do circuito UCI Asia Tour como concorrência da categoria 2.2 (última categoria do profissionalismo). Em 2013 fundiu-se com o International Presidency Tour dado que essa corrida tinha desaparecido em 2012 conseguindo essa união a ascensão à categoria 2.1 no ano 2014.
Apesar do seu nome não deve confundir com outra corrida corrida ciclista profissional por etapas que se disputa no Azerbaijão criada em 2012 chamada Heydar Aliyev Cycling Tour e que em 2013 se renomeou por Tour do Azerbaijão.

## Palmarés
| Ano                       | Vencedor                 | Segundo              | Terceiro              |
| ------------------------- | ------------------------ | -------------------- | --------------------- |
| Tour de Azerbaijão        |                          |                      |                       |
| 1986                      | Mohammad Reza Bajool     | Davoud Zeynali       | Abdolqasem Rahmaniyan |
| 1987                      | Mohammad Reza Bajool     | Hassan Milani        | Ahad Pourniyazi       |
| 1988                      | Mohammad Reza Bajool     | Akbar Amjadi         | Mehran Safarzadeh     |
| 1989                      | Hussain Mahmoudi Shahvar | Mostafa Chaychi      | Alireza Zangiabadi    |
| 1990                      | Hussain Mahmoudi Shahvar | Abas Ismaili         | Alireza Zangiabadi    |
| 1991                      | Tamer Avral              | Ayhan Aytakin        | Jamal Sheykhooni      |
| 1992                      | Hassan Sharifzadeh       | Khosrow Qamari       | Hussain Eslami        |
| 1993                      | Kasta Kolov              | Majid Vafaei         | Hossein Azari         |
| 1994                      | Dmitrij Katmakov         | Majid Sheyk          | Manis Shabloni        |
| 1995                      | Yurij Chekov             | Valery Titov         | Hossein Askari        |
| 1996                      | Sergej Belousov          | Ahad Kazemi          | Yurij Kosonov         |
| 1997                      | Andrey Mizourov          | Valery Titov         | Sergej Belousov       |
| 1998                      | Ahad Kazemi              | Ghader Mizbani       | Andrej Kashin         |
| 1999                      | Ahad Kazemi              | Hossein Askari       | Ghader Mizbani        |
| 2000                      | Ghader Mizbani           | Hossein Maleki       | Ahad Kazemi           |
| 2001                      | Ahad Kazemi              | Hossein Askari       | Vazgen Golijaniyan    |
| 2002                      | Ghader Mizbani           | Mert Mutlu           | Ahad Kazemi           |
| 2003                      | Ahad Kazemi              | Mehdi Sohrabi        | Pavel Nevdakh         |
| 2004                      | Alexey Kolessov          | Mostafa Seyed-Rezaei | Mert Mutlu            |
| 2005                      | Ghader Mizbani           | Ahad Kazemi          | Omar Hasanin          |
| 2006                      | Ghader Mizbani           | Ahad Kazemi          | Mostafa Seyed-Rezaei  |
| 2007                      | Hossein Askari           | Ghader Mizbani       | Rahim Ememi           |
| 2008                      | Hossein Askari           | Ghader Mizbani       | Ahad Kazemi           |
| 2009                      | Ahad Kazemi              | Hossein Askari       | Ghader Mizbani        |
| 2010                      | Ghader Mizbani           | Amir Zargari         | Hossein Askari        |
| 2011                      | Mehdi Sohrabi            | Hossein Askari       | Ghader Mizbani        |
| 2012                      | Javier Ramírez           | Abbas Saeidi Tanha   | Hossein Askari        |
| Tour de Irão (Azerbaijão) |                          |                      |                       |
| 2013                      | Ghader Mizbani           | Milan Kadlec         | Amir Kolahdozhagh     |
| 2014                      | Ghader Mizbani           | Samad Poor Seiedi    | Ramin Mehrabani       |
| 2015                      | Samad Poor Seiedi        | Rahim Ememi          | Ramin Mehrabani       |
| 2016                      | Samad Poor Seiedi        | Rahim Ememi          | Arvin Moazemi         |
| 2017                      | Rob Ruijgh               | Ilya Davidenok       | Nicola Toffali        |
| 2018                      | Dmitriy Sokolov          | Meron Abraham        | Venantas Lašinis      |
| 2019                      | Savva Novikov            | Cristian Raileanu    | Youcef Reguigui       |
| 2022                      | Gianni Marchand          | Saeid Safarzadeh     | Dawit Yemane          |
| 2023                      | Saeid Safarzadeh         | Anatoliy Budyak      | Anton Kuzmin          |

Notas:
- As edições desde 1986 a 2003 foram amador excepto as edições 1999 e 2002
- Na edição 2016, o ciclista Ahad Kazemi foi inicialmente segundo, mas o seu resultado foi anulado devido a uma sanção por violação às regras anti doping.[5]

## Palmarés por países
| País           | Vitórias |
| -------------- | -------- |
| Irão           | 23       |
| Cazaquistão    | 4        |
| Turquemenistão | 2        |
| Rússia         | 2        |
| Turquia        | 1        |
| Espanha        | 1        |
| Países Baixos  | 1        |